# デイヴィッド・ディンキンズ
デイヴィッド・ノーマン・ディンキンズ（英語：David Norman Dinkins、1927年7月10日 - 2020年11月23日）は、アメリカ合衆国の政治家。アフリカ系アメリカ人として初にして唯一のニューヨーク市長である。

## 経歴
1927年7月10日にニュージャージー州トレントンに誕生する。ハワード大学で数学を、ブルックリン・ロー・スクールで法律を学ぶ。第二次世界大戦中はアメリカ海兵隊に従軍した。ニューヨーク州議会議員を経て1985年にマンハッタン区長に当選。
1989年に4選を目指すニューヨーク市長のエドワード・コッチを批判して民主党予備選挙に出馬して現職市長を破って本戦に臨んだ。市長選挙では共和党のルドルフ・ジュリアーニを僅差で破って当選した。
再選をかけた1993年の市長選挙ではジュリアーニと再び争い、この選挙では大差で敗北した。
初の黒人市長として人種間の緊張緩和に尽力し、低所得者向けの福祉施策や犯罪抑止政策を推進し、市職員の削減・ホームレス向けシェルター・教育機関の統廃合により、財政再建の道筋をつけた。ただ「人種の坩堝」とされるニューヨークの表現を適切とせず、それぞれの人種がバラバラに固まっているだけの「人種のモザイク」と評するところに初の黒人市長として彼の抱えてきた底知れぬ苦悩が垣間見える。
現在はコロンビア大学公共政策大学院（School of International and Public Affairs）にて都市政策の分野で教鞭を執る。大教室での講義だけで無く、少数選抜のゼミも主催している。最新の公共政策の課題や理論を教えるため、ニューヨークの行政や政治の最前線で活躍する多くの人々がゲストスピーカーとして招かれている。
2008年アメリカ合衆国大統領選挙ではヒラリー・クリントンの支持を表明。これまでにもマーク・グリーンやフェルナンド・フェラーなど多くの政治家が薫陶を受けている。
2020年11月23日にニューヨーク州にある自宅で93歳で死去した。